# La Trinidad, Tenancingo
La Trinidad är en ort i Mexiko.   Den ligger i kommunen Tenancingo och delstaten Mexiko, i den sydöstra delen av landet, 70 km sydväst om huvudstaden Mexico City. La Trinidad ligger 2 034 meter över havet och antalet invånare är 3 832.
Terrängen runt La Trinidad är lite bergig. Runt La Trinidad är det tätbefolkat, med 550 invånare per kvadratkilometer. Närmaste större samhälle är Tenancingo de Degollado, 1,1 km sydväst om La Trinidad. Omgivningarna runt La Trinidad är en mosaik av jordbruksmark och naturlig växtlighet.